# Saurocythere rhipis
Saurocythere rhipis är en kräftdjursart som beskrevs av Hobbs III 1969. Saurocythere rhipis ingår i släktet Saurocythere och familjen Entocytheridae. Inga underarter finns listade i Catalogue of Life.